# Diporiphora paraconvergens
Diporiphora paraconvergens — вид ігуаноподібних ящірок родини агамових (Agamidae). Ендемік Австралії.

## Поширення і екологія
Diporiphora paraconvergens мешкають переважно на території Великої Піщаної пустелі у Західній Австралії, а також трапляються на півдні Північної Території та на півночі Південної Австралії. Вони живуть на піщаних дюнах, серед акацієвих, гревілієвих і спінніфексових заростей